# 谢国桢
谢国桢（1901年5月27日—1982年9月4日），字刚主，晚號瓜蒂庵主，祖籍常州武进，出生於安阳（今屬河南省），中國历史学家，生前曾整理明季史料與明清古籍版本目錄。

## 生平
1901年出生於安阳（今屬河南省），1926年考入清华学校研究院，主要随梁启超学习和研究，次年毕业。為王國維所賞識，自沉前數日曾贈其題扇詩。后曾于国立北平图书馆、国立中央大学、云南大学任职和执教，中共建政后相继在南开大学和中国科学院哲学社会科学部（后改为中国社会科学院）历史研究所任教和从事研究工作。
1982年9月4日在北京逝世，享壽81岁。

## 出版著作
- 《明季奴变考》
- 《清开国史料考》
- 《晚明史籍考》
- 《明清之际党社运动考》
- 《清初农民起义史料辑录》
- 《明代农民起义史料选编》
- 《明代社会经济史料选编》
- 《明清笔记谈丛》
- 《明末清初的學風》
- 《江浙访书记》
- 《南明史略》（吉林出版集團有限責任公司 2009年7月 ISBN 9787546305004）

## 檔案
- 谢国桢先生传略（中国社会科学院历史研究所）（页面存档备份，存于）